# Uomini gialli
Uomini gialli è un film muto italiano del 1920 diretto e scritto da Eugenio Testa.